# Viktor Șamburkin
Viktor Șamburkin (în rusă Виктор Шамбуркин; n. 12 octombrie 1931, Leningrad, RSFS Rusă, URSS – d. 11 mai 2018, Moscova, Rusia) a fost un trăgător de tir ce a reprezentat Uniunea Republicilor Sovietice Socialiste, medaliat olimpic. A participat la două ediții ale Jocurilor Olimpice (1960, 1964) în care a câștigat o medalie de aur.

## Participări
Lista de mai jos prezintă principalele competiții la care a participat Viktor Șamburkin de-a lungul carierei.
- shooting at the 1960 Summer Olympics – 50 metre rifle three positions[*]